# 安達赫斯區
10°47′33″S 76°54′32″W / 10.7926°S 76.9089°W
安達赫斯區（西班牙語：Distrito de Andajes），是秘魯的一個區，位於該國中南部利馬大區的奧永省，始建於1857年1月2日，面積148.2平方公里，海拔高度3,487米，2005年人口1,030，人口密度每平方公里7人。